# Comune delegato
Un comune delegato (in francese commune déléguée) è un tipo di divisione amministrativa locale francese formato da un comune soppresso e accorpato a un altro, che mantiene però un perimetro, un nome, un sindaco delegato e una popolazione che viene evidenziata ogni anno dall'INSEE (vedasi, ad esempio, la popolazione del 2014, pubblicata il 1º gennaio 2017).
Ogni comune delegato dispone, se creato o mantenuto, di:
- un sindaco delegato, designato dal comune di nuova creazione per accorpamento di comuni preesistenti, che è ufficiale di stato civile e di polizia giudiziaria e può essere incaricato dell'esecuzione di leggi e regolamenti di polizia nel comune delegato. Egli può ricevere dal sindaco del nuovo comune diverse deleghe[3];
- una succursale del municipio nella quale sono compiuti atti di stato civile riguardanti gli abitanti del comune delegato[4]; ed eventualmente, su decisione del consiglio municipale del nuovo comune incorporante, di un "consiglio del comune delegato", composto dal sindaco delegato e dai consiglieri comunali, designati dal consiglio municipale del nuovo comune tra i suoi membri[5]. Il consiglio municipale del nuovo comune può parimenti designare, tra i consiglieri comunali, uno o più aiutanti al sindaco delegato.[6]

Quando è creato, il consiglio del comune delegato è competente in particolare sulle seguenti materie:
- ripartisce i crediti di funzionamento che gli sono stati attribuiti dal consiglio comunale del comune di nuova costituzione nell'ambito di un documento budgetario denominato Stato speciale del comune delegato, che viene allegato al budget del comune[8]. Esso vota parimenti i crediti di investimenti[9];
- delibera sull'impiantato e i programmi di gestione di tutti gli equipaggiamenti sociali destinati agli abitanti del comune delegato la cui realizzazione è subordinata alle decisioni del consiglio municipale e la cui gestione compete (salvo casi particolari) al consiglio del comune delegato.[10];
- designa al suo interno i rappresentanti del comune negli organismi il cui campo di attività è limitato al comune delegato e nei quali il comune deve essere rappresentato in virtù di disposizioni applicabili a questi organismi[11];
- è scelto come consulente nei rapporti e progetti riguardanti gli affari la cui esecuzione è prevista, in tutto o in parte, nei limiti del circondario;
- è consultato dal sindaco del comune prima della delibera del consiglio municipale sul Piano locale di urbanistica[12] e su tutti i progetti urbanistici quando il piano o il progetto riguardano il comune delegato;
- è consultato dal consiglio municipale sull'ammontare delle sovvenzioni che questo si propone di accordare alle associazioni che svolgono attività sul territorio del comune delegato[13];
- può vedersi delegare dal consiglio municipale la gestione d'un apparato di servizio comunale.

Il consiglio del comune delegato può indirizzare al sindaco del comune domande scritte o chiedere un dibattito al consiglio comunale per tutte le materie che interessano il suo territorio.
Contrariamente ai comuni associati della Legge Marcellin, i comuni delegati non costituiscono un sezionamento elettorale, e non dispongono di una sezione del Centre communal d'action sociale (CCAS) del comune nuovo.